# Jean Astruc
Pour les articles homonymes, voir Astruc.
Jean Astruc, né à Sauve le 19 mars 1684 et mort à Paris le 5 mai 1766, est un médecin théoricien français, auteur d'importants ouvrages, de réputation historique, sur la syphilis, les maladies vénériennes et la gynécologie-obstétrique. Il est aussi considéré comme l'un des pionniers de l'exégèse biblique moderne.

## Biographie
Jean Astruc est issu d'une famille, probablement d'origine juive, alliée à la noblesse du Bas-Languedoc. Son père, Pierre Astruc, a été l'élève à Genève du théologien hébraïsant François Turretini (1623-1687). Pasteur protestant à Aigremont, Pierre Astruc abjure lors de la révocation de l'édit de Nantes (octobre 1685) pour exercer la profession d'avocat.
Bien qu'il fût baptisé au temple, Jean Astruc ne se reconnaîtra lui-même que catholique romain comme son frère Anne-Louis, professeur de droit à Toulouse,.

### Montpellier et Toulouse (1700-1725)
Auprès de son père, Jean Astruc étonne par sa mémoire prodigieuse : il retient tout ce qu'il lit et assimile très rapidement plusieurs langues vivantes (anglais, italien) et anciennes dont le latin où il excelle et l'hébreu.
Il poursuit ses études à l'université de Montpellier où il est reçu maitre-ès-arts en philosophie en 1700, pour se consacrer entièrement à la médecine. En 1703, il est reçu docteur à l'âge de 19 ans.
En 1706, il est élu membre de la Société royale des sciences de Montpellier, il le restera jusqu'en 1728. À la faculté de médecine, de 1707 à 1709, il est professeur remplaçant de Pierre Chirac (1657-1732).
En 1710 ou 1712, il obtient par concours la chaire de médecine et d'anatomie de l'université de Toulouse. En 1716, son maître Pierre Chirac accède à la cour de France, et lui cède sa place vacante de professeur de médecine à Montpellier. Il est nommé surintendant des eaux minérales du Languedoc en 1721.

### Paris (1726-1766)

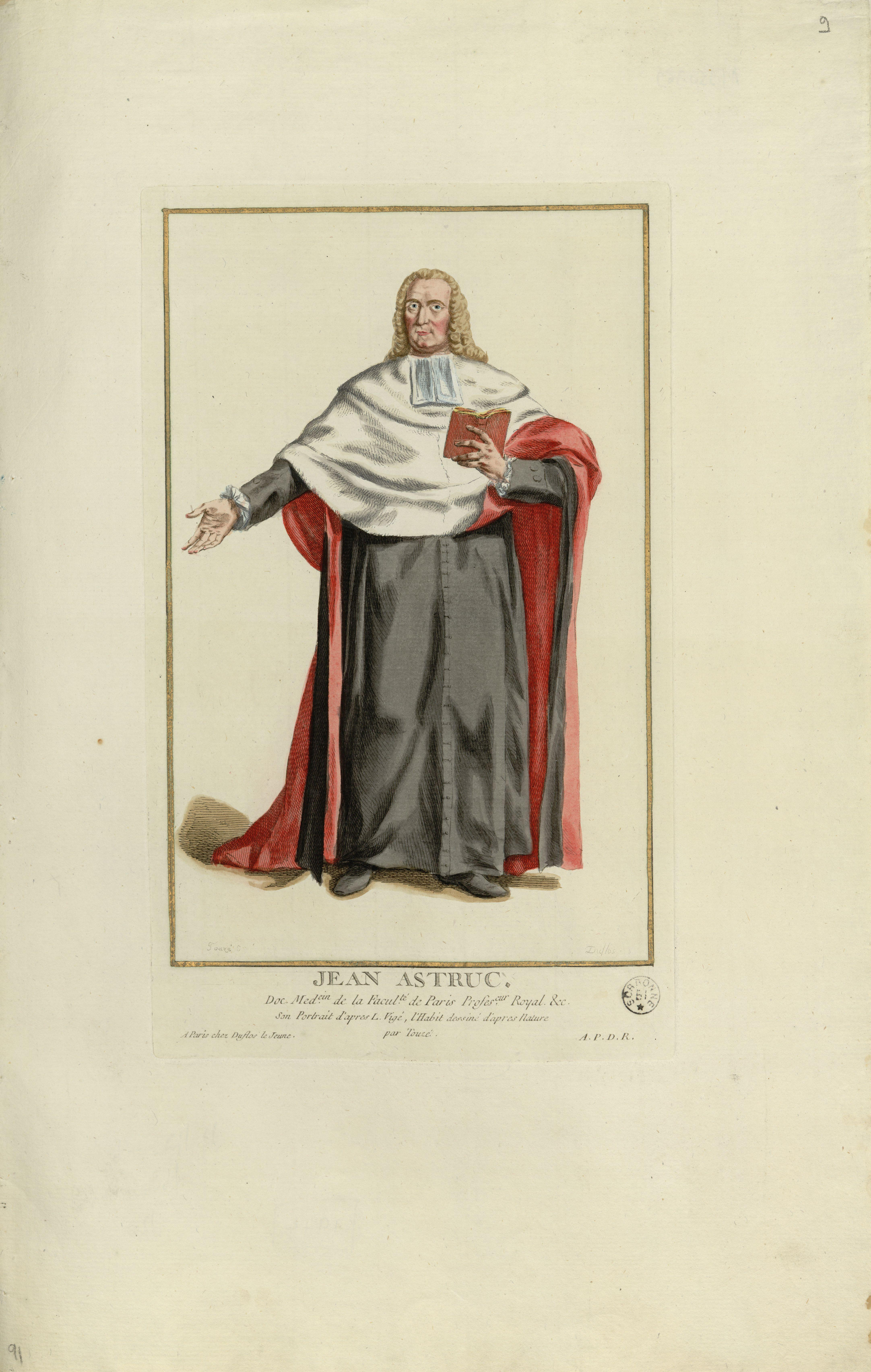
Jean Astruc, docteur médecin de la faculté de Paris, professeur royal etc. : son portrait d'après Louis Vigée, l'habit dessiné d'après nature par Touzé. (Bibliothèque de la Sorbonne, NuBIS)

Vers 1726, il devient médecin ordinaire du duc d'Orléans, Louis d'Orléans (1703-1752), et doit donc s'établir à Paris. En 1729, Auguste II de Pologne l (1670-1733) le nomme son premier médecin, mais les intrigues de cour lui déplaisent, il revient à Paris, d'autant plus que Louis XV le prend pour médecin consultant en 1730. Astruc devient titulaire de la chaire de médecine au Collège royal en 1731. Durant cette première période et jusqu'en 1743, il n'est qu'un docteur de Montpellier occupant de hautes fonctions à la cour.
En 1743, à la suite de démarches, il soutient avec succès une thèse d'agrégation pour être proclamé unanimement docteur-régent de la faculté de médecine de Paris. Ce qui étonna les contemporains, car il y avait une inimitié vieille de près de cinq siècles entre les deux universités. C'était la première fois qu'un professeur de Montpellier allait enseigner à Paris.
Tout au long de sa vie, et jusqu'à sa mort, Jean Astruc publie beaucoup. Il donne ses leçons au Collège royal et à la faculté de médecine. Au faîte de sa carrière, personnalité médicale importante de son temps, il occupe des positions d'autorité et d'expertise : censeur royal, commissaire de la faculté sur la question de l'inoculation... il donne son avis dans de nombreux domaines sur des questions médicales ou d'organisation de la médecine,.
Cette réussite professionnelle est facilitée par ses relations à la cour et sa fréquentations des salons littéraires, dont celui de Mme de Tencin (1682-1749). Il est aussi dans le cercle des amis de Voltaire (1694-1778).
Il meurt en 1766 à l'âge de 82 ans, toujours actif dans la dernière année de sa vie, publiant ses travaux et participant aux assemblées, malgré ses infirmités.
Il était marié avec Jeanne Chaunel, d'une bonne famille du Languedoc, et il avait deux enfants, un fils et une fille. Son fils est devenu président de la cour des aides, et sa fille l'épouse d'Étienne de Silhouette (1709-1767), contrôleur général des finances sous Louis XV,.

## Personnalité et critiques
La réputation d'Astruc repose d'abord sur son talent d'enseignant. Éloquent, clair et méthodique, il plait aux étudiants. Nicolas Éloy (1714-1788), qui fut son élève, fait de lui un portrait vertueux : « Il aimait les jeunes médecins, il les instruisait sans affectation, leur donnait ses avis sans vanité, et corrigeait leurs erreurs avec bonté ».
Ferme dans ses opinions, il avait une pensée libre et hardie, ce franc-parler lui vaudra nombre d'inimitiés, mais le fait qu'il ait réussi à se faire admettre à la Faculté de Paris montre, selon Louis Dulieu (1917-2003) de réels talents diplomatiques.
Travailleur acharné, participant assidu des séances et des assemblées, il lit énormément et démontre une érudition impressionnante. Sa bibliothèque personnelle compte à sa mort 3 782 ouvrages, dont 1 511 de médecine, ce qui en fait l'une des plus importantes bibliothèques de particuliers de son siècle. Par exemple, dans le seul domaine des dictionnaires et grammaires, Astruc disposait de 18 ouvrages pour le français, 21 pour le latin, 15 pour le grec, 11 pour l'hébreu, et 9 au total pour l'anglais, l'italien et l'espagnol, ainsi que l'Essai sur les hiéroglyphes des Égyptiens de William Warburton (1698-1779).
Pour ses collègues et rivaux, qui voient en lui un parvenu, il a le défaut de ses qualités. Ils le jugent « trop habile, horriblement vaniteux, méchant fourbe, plus craint qu'aimé ». La Mettrie (1709-1751) le surnomme « savantasse », et d'Alembert (1717-1783) « maroufle ».
Selon Charles Collé (1709-1783), chansonnier dans son siècle, il a été le médecin personnel et l'amant de Mme de Tencin (1682-1749), dont il aurait accaparé une partie de l'héritage à la mort de cette dernière en 1749.
Jean Astruc apparait comme un personnage complexe et contradictoire. Ce serait lié à ses traditions familiales (juives occitanes devant s'adapter aux conflits religieux de leur époque), à sa volonté de s'élever socialement, malgré les difficultés liées à sa naissance, et à son origine provinciale.

## Travaux

### Médecine

#### Maladies vénériennes et gynécologie
En médecine, l'œuvre principale de Jean Astruc est constitué de trois traités : sur les maladies vénériennes De morbis venereis (1736), la gynécologie Traité des maladies des femmes (1761) et l'obstétrique L'Art d'accoucher réduit à ses principes (1766). Ces traités (plusieurs éditions en latin, français, anglais, à Paris, Londres et Venise) lui assurent une réputation européenne, et aussi de vives critiques en France.
Sa méthode de travail est la même dans les deux premiers ouvrages. Adepte de Descartes (1596-1650), celui du Discours de la méthode, il divise son sujet en périodes historiques, à chaque période il assigne l'auteur le plus ancien, considéré comme le meilleur, dont il fait l'analyse. Par ordre chronologique, il distingue ensuite les auteurs de chaque période, en précisant leurs nouveaux apports, différences ou oppositions entre eux.

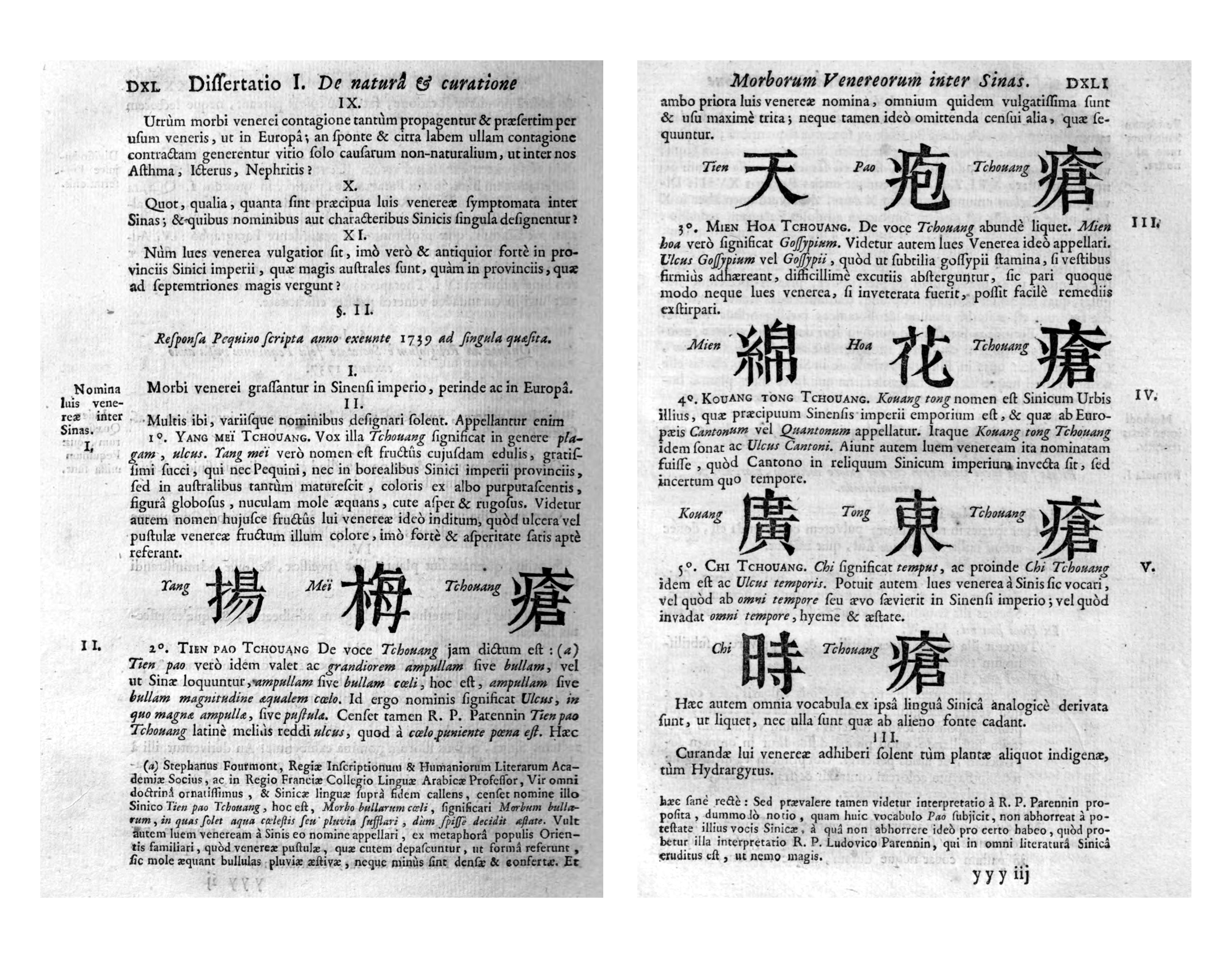
Le premier ouvrage de médecine en Occident à présenter des caractères chinois. Édition latine de 1740 de De morbis venereis de Jean Astruc.

Cette méthode est purement livresque. Jean Astruc ne présente aucune observation ou expérience personnelle. Par exemple, il reconnait lui-même n'avoir jamais pratiqué ou assisté à un accouchement, ce qui lui sera beaucoup reproché,.
Astruc se veut exhaustif et méthodique, son esprit encyclopédique, sa curiosité intellectuelle et son goût pour l'érudition repoussent les limites de son sujet. Dans son traité sur les maladies vénériennes, il donne les réponses des missionnaires jésuites de Pékin et de Macao, à qui il a fait envoyer un questionnaire détaillé sur les maladies vénériennes en médecine chinoise. C'est le premier livre de médecine occidentale à représenter des caractères chinois.
Dans son traité sur les accouchements, il pose le problème de la conduite d'Adam et Ève lors des premiers accouchements, ou encore celui du baptême in utero par injection.
Du point de vue de la pratique médicale, Astruc apporte peu. Dans le domaine des maladies vénériennes, il défend l'idée qu'elles dépendent toutes du même « virus » (venin ou poison, cause cachée) décrit comme un principe « inflammatoire, corrosif, coagulant, fixe, de nature acide ou salée », et que toutes les maladies vénériennes évoluent vers la syphilis. Le meilleur traitement reste l'onguent mercuriel (pommade au calomel) en utilisation modérée,.
Il se veut aussi le champion de la théorie américaniste de la syphilis (maladie inconnue des Anciens, et apportée en Europe avec le retour de Christophe Colomb).
Astruc se crée des ennemis par ses opinions tranchées. Dans la querelle médecins versus chirurgiens du XVIIIe siècle, il s'oppose aux chirurgiens dans leur monopole sur la syphilis et d'autres affections. Il publie plusieurs lettres attaquant des chirurgiens tels que Jean-Louis Petit (1674-1750) ou La Peyronie (1678-1747).
Il s'oppose aussi aux empiriques ou charlatans qu'il ne veut pas nommer et qu'il appelle Homo Quidam, ceux qui se reconnaissent s'offusquent ou répondent par un procès, tel un nommé Louis Charbonnière, qui avait découvert une nouvelle fumigation guérissant immédiatement la syphilis.
Malgré les critiques et les démêlés avec ses contemporains, Astruc est reconnu comme un auteur remarquable qui a rendu un très grand service aux médecins-historiens des XIXe et XXe siècles. Il a été pour eux une source incontournable de références et d'informations pour tout ce qui concerne les maladies vénériennes et la gynécologie avant le XVIIIe siècle.

#### Autres
Dans sa jeunesse, Jean Astruc apparait d'abord, d'un point de vue doctrinal proche du iatromécanisme, notamment celui de Borelli (1608-1679). Puis, selon les circonstances ou les sujets, il parait évoluer vers une iatrochimie ou chimiâtrie, proche de celle de Van Helmont (1614-1698). Quelques-unes de ses prises de positions sont plus souvent citées par les historiens :

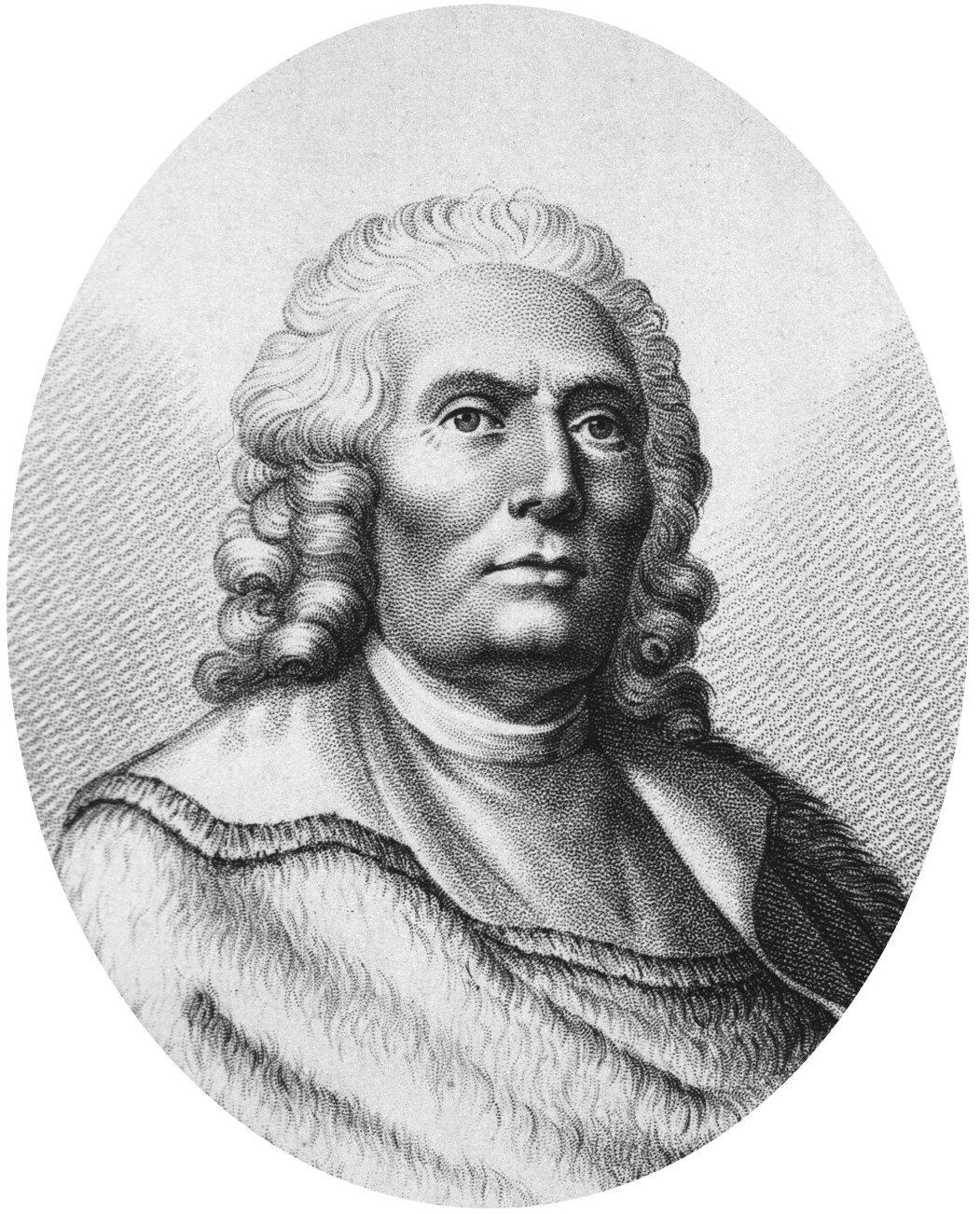
Jean Astruc, par Ambroise Tardieu.

- en 1714, il s'oppose aux « triturants » sur le problème de la digestion, qu'il ne voit pas comme un broyage ou une trituration, mais comme une « fermentation » sous l'action de la salive, de la bile et du suc pancréatique[15] ;

- en 1720, il fait partie des experts appelés à se prononcer sur la peste de Marseille. Il est partisan d'une contagiosité extrême par la sueur du pestiféré, transportée par l'air. Il la calcule de façon géométrique « La quantité des parties de la transpiration, dans des espaces égaux mais à des distances différentes du centre, décroît en raison réciproque et doublée de la distance. Ainsi un homme qui est à 6 pieds d'un pestiféré est exposé à 4 fois moins de parties, que s'il était à 3 pieds, et 9 fois moins que s'il était à 2 pieds[6]. ». Il conseille la fuite, ce qu'il fait lui-même car jugeant Montpellier encore trop proche de Marseille, il préfère séjourner à Toulouse d'où il se tient informé[16] ;

- il est de ceux qui approchent ou participent à l'élaboration du concept de réflexe[Note 3]. En 1743, il en donne une définition : « une impression transformée en action »[15] ;

- à la fin de sa vie, il est chargé par la Faculté d'étudier la variolisation. Ses conclusions paraissent sous le titre Doutes sur l'inoculation de la petite vérole (1756). Il ne parait guère convaincu par les « méthodes numériques » (probabilistes) estimant « qu'on ne peut de gaieté de cœur tirer les enfants à la loterie », il propose cependant qu'ils le soient par les médecins des hôpitaux[6].

### Divers
En 1737, Jean Astruc publie Mémoires pour l'histoire naturelle de la province de Languedoc, il s'agit d'un traité de géographie (ancienne et contemporaine), de « physique » (eaux minérales, climat, ressources économiques...), et de « littérature » (us et coutumes, langue...).

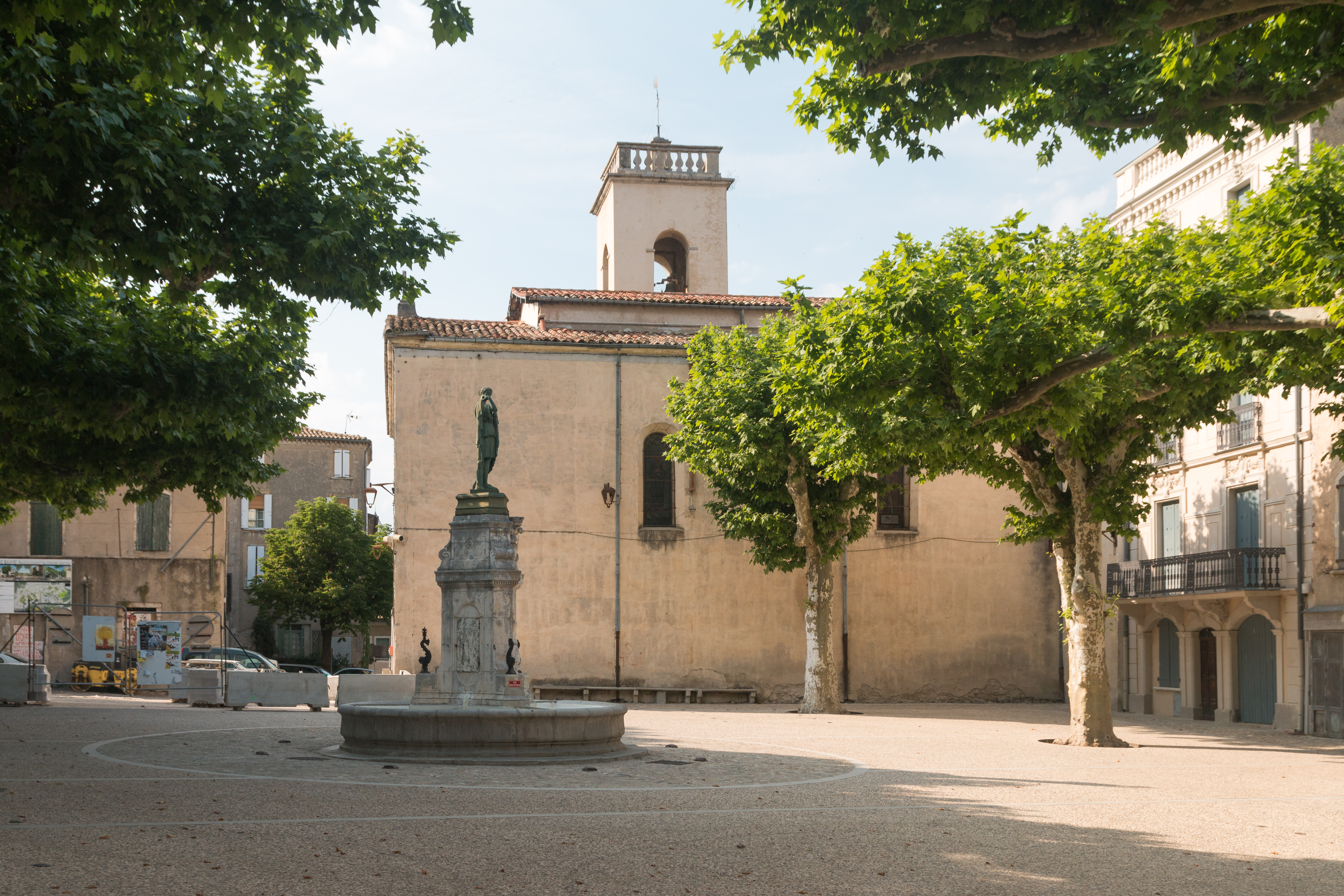
La place Jean Astruc de son village natal : Sauve (Gard) en 2015.

Il montre dans ce traité l'étendue de sa culture générale et de ses centres d'intérêt. En 1707, il avait déjà publié un mémoire sur les fossiles marins de la province pour conclure sur l'existence autrefois d'une mer sur le bas-Languedoc.
Il est aussi l'auteur de plusieurs observations sur les eaux minérales, dont celles de Balaruc, de Fonsange-les-Bains (massif de Coutach), et de Fontest-Orbe ; et de deux dissertations philosophiques sur l'âme, et sur la liberté.
À sa mort, il laisse un important manuscrit inachevé sur l'histoire de l'Université de Montpellier. Ce manuscrit a été publié par Anne-Charles Lorry (1726-1783), avec une préface biographique et des notes sous le titre Mémoires pour servir à l'Histoire de la Faculté de Médecine de Montpellier (1767). L'ouvrage est resté un guide et un instrument indispensable pour tous les historiens de Montpellier.

### Exégèse biblique
Dans le domaine de la critique biblique, Jean Astruc est réputé pour son important ouvrage sur la Genèse. En 1753, il publie ses Conjectures sur les mémoires originaux dont il paraît que Moyse s’est servi pour composer le livre de la Genèse, sans nom d'auteur, que Le Mercure de France critique dans son édition de janvier 1754 (p. 9-24). Il repère dans la Bible et en particulier dans le Pentateuque, jusque-là traditionnellement attribué au seul Moïse, plusieurs prosateurs au style identifiable, entre autres, sur les différentes appellations données à Dieu.
L'ouvrage a été dédaigné en France, mais il a entrainé les études bibliques sur des voies absolument neuves par son influence sur les savants allemands. Astruc est ainsi un précurseur de la théorie documentaire qui connaîtra une longue fortune dans le domaine de l'exégèse biblique. Là encore, même si les analyses et conclusions d'Astruc sont contestées ou dépassées, son ouvrage reste un instrument de travail pour les spécialistes, par ses index et son imposante table des matières,.

## Principales publications

### Médecine

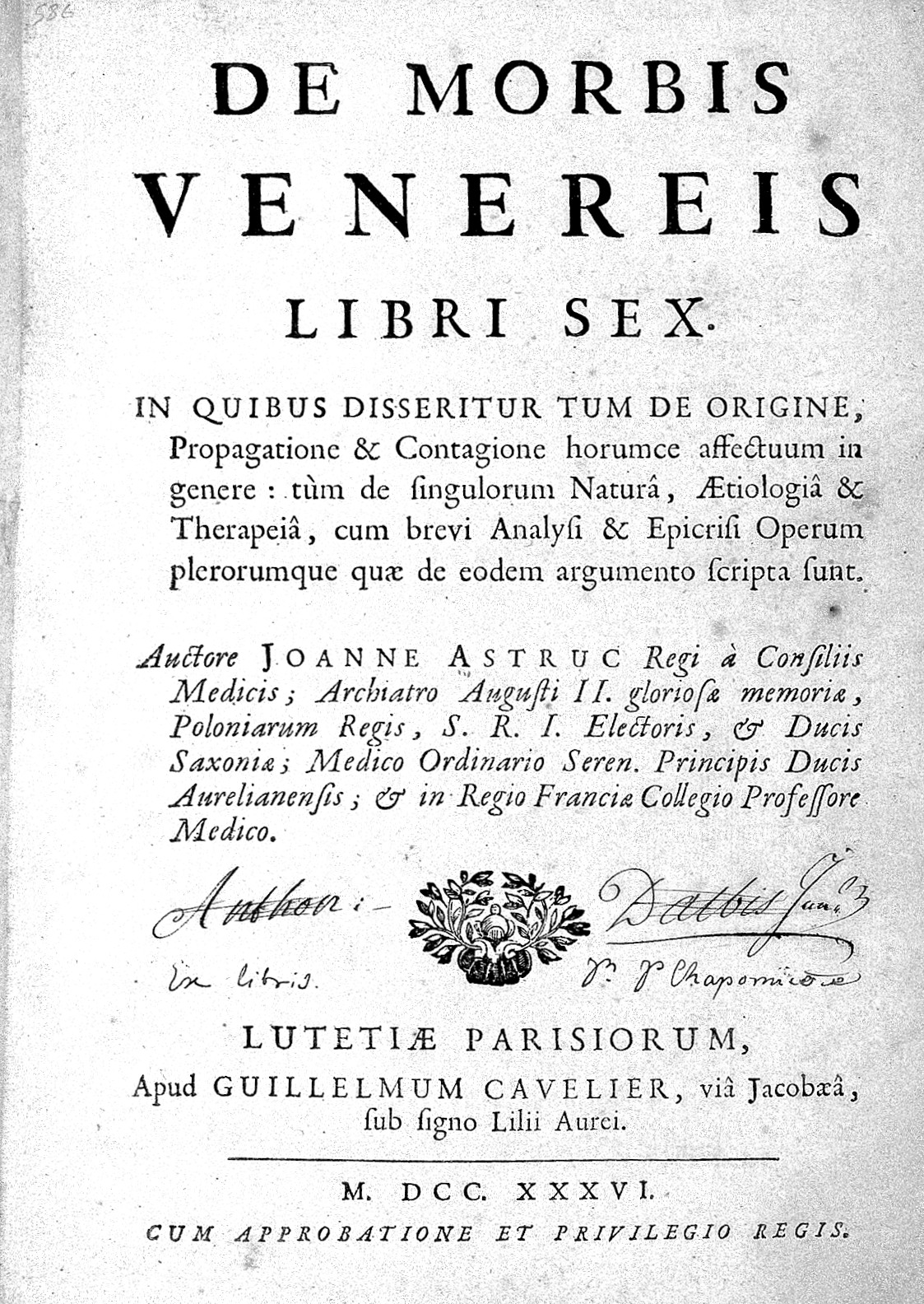
Page titre de De morbis venereis.

- Tractatus de motus fermentativi causa, novam et mechanicam hypothesim continens (1702). Traduit en français sous le titre Mémoire sur la cause de la digestion des aliments (1711) et Traité de la cause de la digestion, où l'on réfute le nouveau sistème de la trituration et du broïement (1714)[21]
- Dissertation sur l'origine des maladies épidémiques et principalement sur l'origine de la peste, où l'on explique les causes de la propagation et de la cessation de cette maladie (1721) Texte en ligne
- De morbis venereis (1736 ; 1740) Texte en ligne. Traduit en français sous le titre Traité des maladies vénériennes (3 volumes, 1740)
- Traité des maladies des enfants, [S.N.] (Paris), 1744, Texte en ligne disponible sur LillOnum
- La Nécessité de maintenir dans le royaume les écoles de chirurgie qui y sont établies dans les Facultés et collèges de médecine (1749)
- Tractatus therapeuticus (1750)
- Doutes sur l'inoculation de la petite vérole, proposés à la Faculté de médecine de Paris (1756)
- Traité des tumeurs et des ulcères, avec deux lettres : I. Sur la composition de remèdes dont on vante l'utilité et dont on cache la préparation. II. Sur la nature et le succès des nouveaux remèdes qu'on propose pour la guérison des maladies vénériennes (2 volumes, 1759)
- Traité des maladies des femmes avec un catalogue chronologique des médecins qui ont écrit sur ces maladies (6 volumes, 1761-1765)
- L'Art d'accoucher réduit à ses principes avec l'histoire sommaire de l'art d'accoucher, et une lettre sur la conduite qu'Adam et Ève durent tenir à la naissance de leurs premiers enfants (1766)
- Mémoires pour servir à l'histoire de la faculté de médecine de Montpellier (1767)

### Varia
- Mémoires pour l'histoire naturelle de la province de Languedoc, divisés en trois parties, orné de figures, et de cartes en taille-douce (1737)[22], illustré de cartes réalisées par Jean-Baptiste Nolin (1657-1725) – Cartographe
- Conjectures sur les mémoires originaux dont il paroit que Moyse s'est servi pour composer le livre de la Genèse, Bruxelles, sans nom d'auteur (1753)
  - Conjectures sur la Genèse, introduction et notes de Pierre Gibert, Paris, Noêsis, 1999 — Édition critique moderne
- Dissertation sur l'immatérialité et l'immortalité de l'âme (1755)
- Dissertation sur la liberté (1755)